# La Hulpe
La Hulpe (vallonska L' Elpe, nederländska Terhulpen) är en kommun i provinsen Vallonska Brabant i fransktalande Vallonien i Belgien. Den ligger just vid språkgränsen till det nederländsktalande Flandern och omfattar orterna Gaillemarde och La Hulpe.

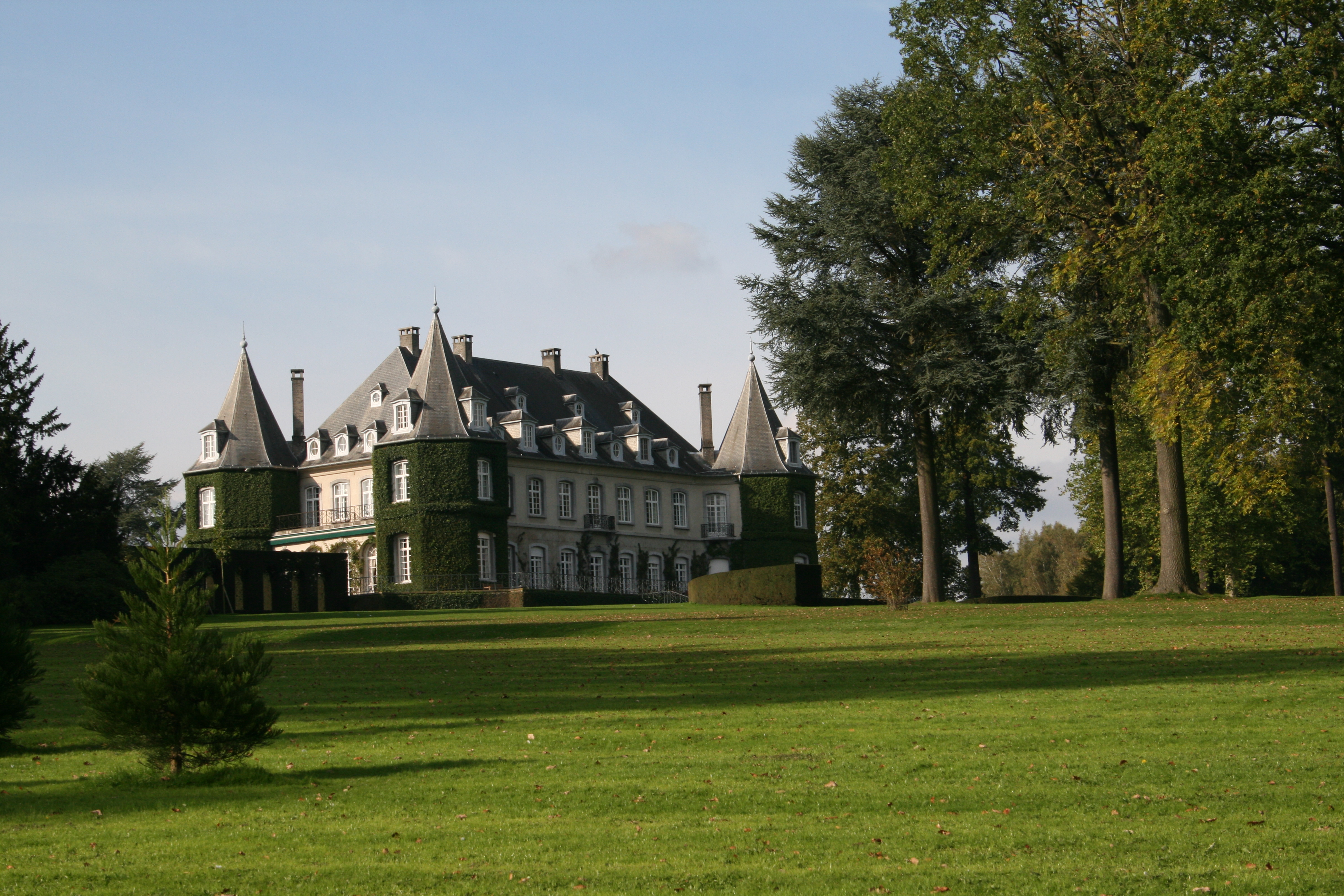
Château Solvay i La Hulpe.

## Etymologi
Namnet ”La Hulpe” kommer av det keltiska ordet ”Helpe” som betyder silverflod. Bäcken som passerar kommunen bär också namnet ”l’Argentine”, den silverfärgade.

## Näringsliv
Det internationella, kooperativa företaget SWIFT (Society for Worldwide Interbank Financial Telecommunication) är beläget i La Hulpe.